# Arctocephalus pusillus
El lobo marino (Arctocephalus pusillus) es una especie de mamífero pinnípedo de la familia de los otáridos, y única especie del género monotípico Arctocephalus, el que hasta el año 2012 incluía un buen número de especies, pero en dicho año quedó limitado a sólo esta especie, al resucitarse Arctophoca, e incluirse en este último el resto de sus especies.
Esta especie incluye dos subespecies, el lobo marino australiano y el lobo marino surafricano o lobo de El Cabo.

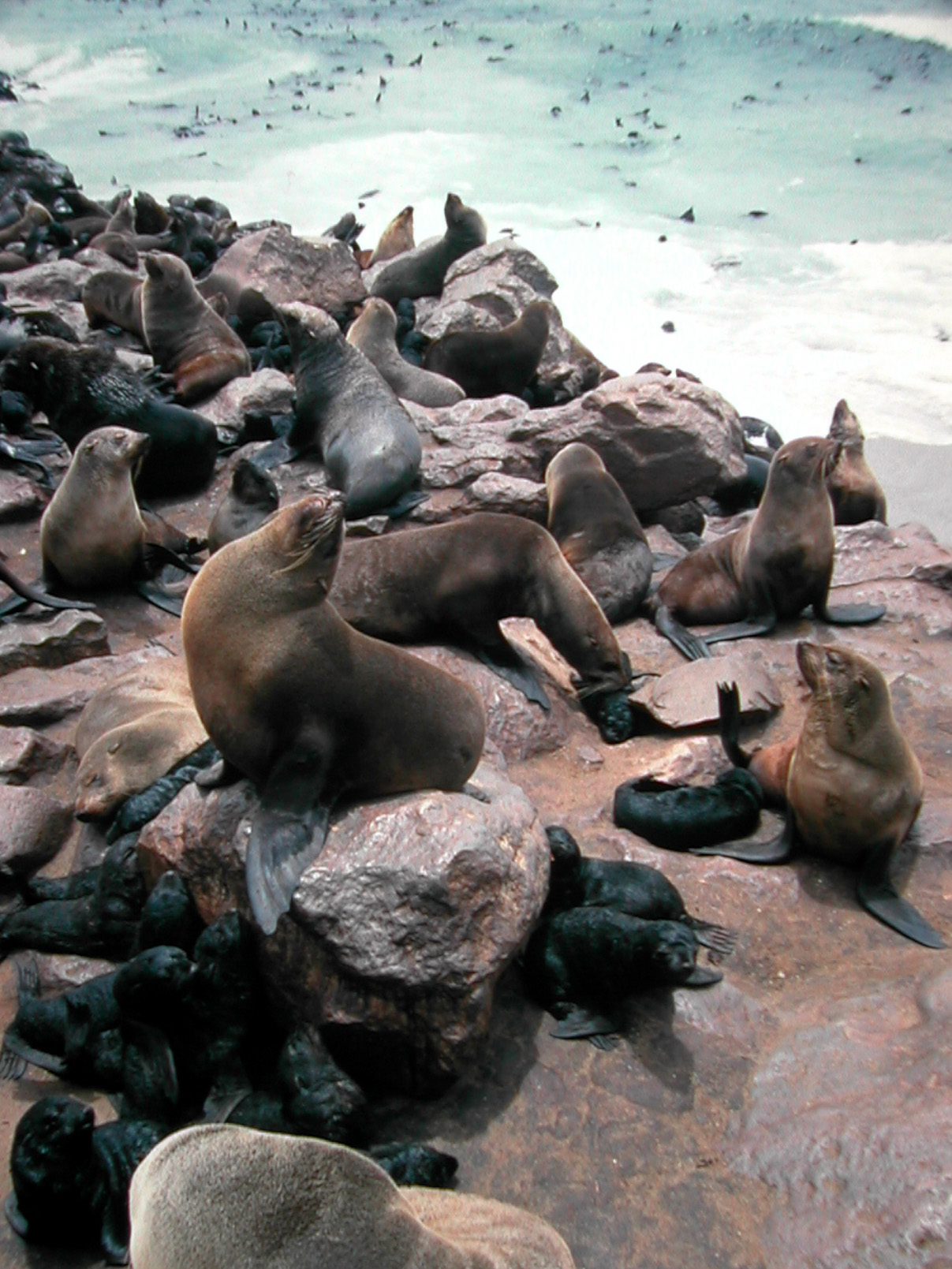
Colonia de cría de Arctocephalus pusillus pusillus.

## Subespecies
El lobo marino australiano (Arctocephalus pusillus doriferus) se reproduce en nueve islas en el Estrecho de Bass entre Tasmania y Victoria (Australia). Es un animal tranquilo y amistoso en el agua. Normalmente acompañan a los buceadores, nadando a los lados de ellos durante minutos y hasta profundidades de 60 m. En tierra son más nerviosos y se espantan cuando alguien se acerca.
El lobo marino surafricano (Arctocephalus pusillus pusillus) se puede encontrar a lo largo de la costa de Namibia y de la costa oeste surafricana.